# Ommelandvaarders

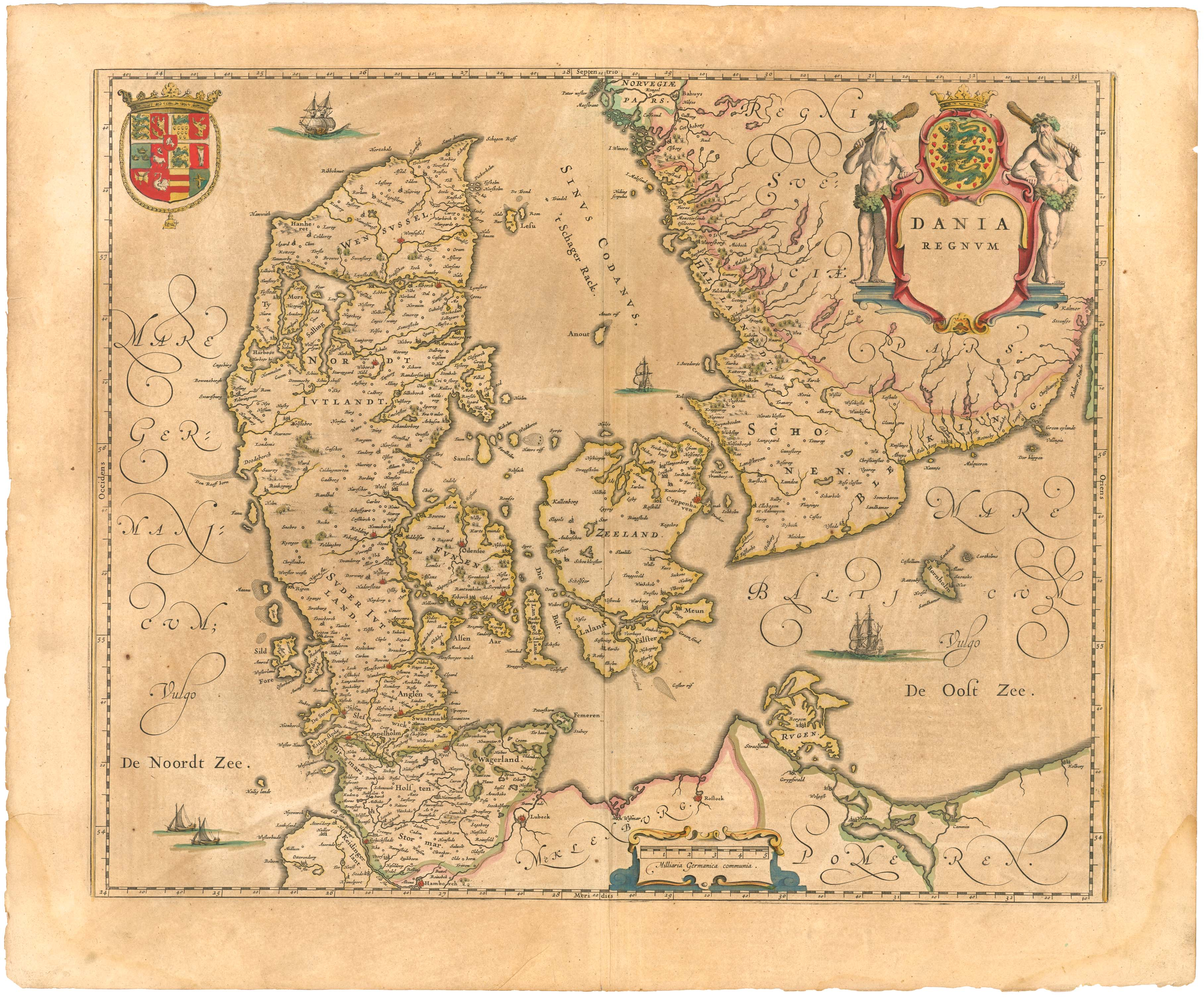
Dania Regnum (Koninkrijk Denemarken), 1645, Willem en Joan Blaeu.

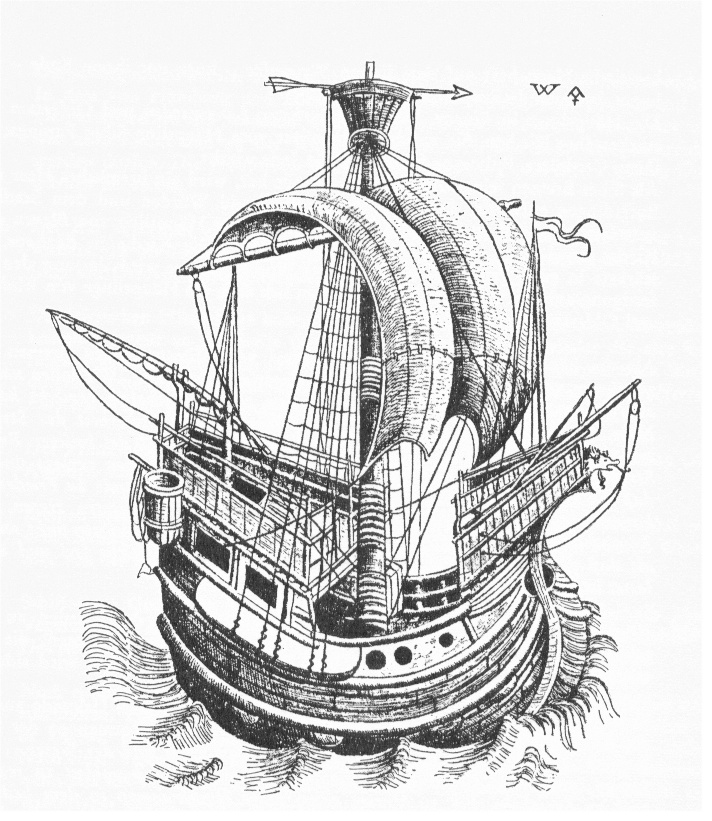
Kogge uit de 15e eeuw.

Ommelandvaarders, ook wel Schonenvaarders, waren de schippers die in de Middeleeuwen de gevaarlijke tocht onder primitieve omstandigheden om Jutland naar de Oostzeelanden maakten. Ze werden door de Hanze gezien als mededingers in de Oostzeehandel. Deze scheepjes voeren in opdracht van Engelse en Nederlandse kooplieden.

## Eerste Ommelandvaarders
Voorheen liep de handelsroute naar de Oostzee gedeeltelijk over land, via Sleeswijk. De schepen voeren tot Hamburg aan de westzijde en Lübeck aan de oostzijde, waarna de goederen via een landweg tussen beide steden werd vervoerd. Met de komst van de kogge werd het mogelijk langs de beruchte lagerwalkust van de Jammerbocht via het Skagerak, Kattegat en de Sont rechtstreeks de Oostzee in te varen. In 1251 kregen de Ommelandvaarders uit Kampen van koning Abel van Denemarken speciale privileges. Het belangrijkste doel van de Ommelandvaarders was Schonen, het zuidelijkste puntje van Zweden, vooral Falsterbo, dat met de stad Skanör-Falsterbo het centrum was van de haringvangst. Naast Utrecht verkregen later ook andere Nederlandse steden privileges om visserijkolonies (vitten) te vestigen op Schonen. Dit was door heffingen op elke last een inkomstenbron voor de Deense koning. Hierdoor ontstond de Schonenmarkt.

## Problemen met de Hanze
De Nederlandse vissers werden later gevolgd door handelaren, zoals de schippers uit Waterland die al deelnamen in de bierhandel op Hamburg en andere Duitse steden aan de Noordzee. Handelaren uit Lübeck begonnen gebruik te maken van deze schippers. Aanvankelijk was de Hanze zo oppermachtig dat ze zich geen zorgen maakten over het beperkte aantal Hollandse schippers in de Oostzee. Na het Verdrag van Stralsund in 1370 verschenen deze echter in Pruisen om de handel over te nemen die ze daarvoor voor de Hanze hadden vervoerd. Om hier een einde aan te maken, verbood de Hanze aan het einde van de 14e eeuw de vaart tijdens de winter. In de lente van 1403 dreigden de Pruisische steden met arrestatie van Nederlandse handelaren en in 1417 verboden de Hanzesteden de graanhandel voor de Nederlanders.
De Nederlanders hadden echter een aantal voordelen. Zo waren de Nederlandse havens eerder ijsvrij. Ook was het zeezout - dat ze haalden van de zoutpannen uit de Baai van Bourgneuf bij La Rochelle en later Spanje en Portugal en zelfs de Kaapverdische Eilanden - goedkoper dan het zout uit de mijnen van Lüneburg dat de Hanze vervoerde via de Oude Zoutweg. In 1384 verbood de Hanze de Hollanders voor de kust van Schonen haring te vangen. Hierdoor werden ze gedwongen verder op de Noordzee en bij Schotland te vissen. Rond 1400 werd de haringbuis ontwikkeld, waarmee de haring direct op zee gekaakt en gezouten kon worden, wat nodig was omdat de reizen langer waren. Ook begonnen ze gebruik te maken van sleepnetten. Dit alles gaf grote voordelen in de haringhandel.
Later voeren de Ommelandvaarders niet meer naar Schonen, of andere officiële havens waar belasting betaald moest worden, maar direct naar kliphavens, waar het graan direct van de boeren werd gekocht, een ontduiking van het stapelrecht, het zogenaamde Nichthansen. De Hanze, onder leiding van Lübeck, probeerden weinig succesvol een einde te maken aan deze smokkelvaart, mede door de onderlinge verdeeldheid van de Hanzesteden. In 1438 kwam het zelfs tot een kapersoorlog. Hoe sterk Holland en Zeeland waren, bleek toen Filips de Goede zijn consent gaf voor de vergelding van de wrede behandeling door zes Wendische Hanzesteden. Nadat in 1438 de Hollands-Wendische Oorlog was begonnen, zeilde admiraal Hendrik II van Borselen, Monsieur De La Vère, in 1441 de Elbe en de Wezer op en sleepte een aantal Hanzekoggen weg bij Hamburg en Bremen. Hierop werd de Vrede van Kopenhagen gesloten, waarbij Holland en Zeeland opnieuw vrije doorgang kregen door de Sont. In 1447 bevestigde Christoffel III van Denemarken - die door de Hollanders was gesteund tijdens het neerslaan van een grote boerenopstand in Noord-Jutland - de eerder gegeven privileges aan Holland, Zeeland en Friesland. In 1453 stond Christiaan I van Denemarken handelaren uit Holland en Zeeland toe zonder beperkingen door de Sont te varen, zolang de Sonttol maar betaald werd.

## Engelse concurrentie
Ook Engelse handelaren, de Merchant Adventurers, kwamen steeds meer naar de Oostzee en in 1470 brak een kaperoorlog uit die duurde tot de Vrede van Utrecht in 1474. Daarmee werd de handel van de Engelsen op de Oostzee gemarginaliseerd. In datzelfde jaar stond de Hanze de Nederlandse handelaren toe om buiten Brugge om handel te drijven. In 1483 verloor de Hanze ook het monopolie op Noorwegen door Hans van Denemarken die ook koning van Noorwegen was in de Kalmarunie en tegen de Hanze streed. Hierdoor lag de weg open voor de Hollanders, die dan ook in groten getale kwamen.
Door de Hoekse en Kabeljauwse twisten hadden veel Hollandse steden bijna al hun schepen verloren aan het einde van de 15e eeuw. Keizer Karel V zorgde voor stabilisatie in de Nederlanden, zodat de handel en de scheepvaart al snel op het oude niveau lag. Antwerpen bloeide op en werd de grootste stapelplaats van Europa tot het na 1585 wegkwijnde onder de Spaanse dominantie. Hierdoor trokken veel Vlaamse en Brabantse kooplieden en geleerden naar de noordelijke provincies met hun kapitaal, hun handelsrelaties en hun kennis.
Een kleine eeuw later, in 1555, werd wel de Muscovy Company opgericht door de Engelsen voor de handel op Moskovië. In 1579 werd de Eastland Company opgericht voor de handel op de Baltische staten.